# فرانسیسکو سوارز
فرانسیسکو سوارز (انگلیسی: Francisco Suárez؛ ۵ ژانویهٔ ۱۵۴۸ – ۲۵ سپتامبر ۱۶۱۷) از انجمن عیسی، متخصص الهیات، فیلسوف، نویسنده، حقوقدان و استاد دانشگاه اهل اسپانیا بود. وی از رهبران مکتب سالامانکا بود که تأثیر زیادی در نهضت‌های اصلاحی کلیسا در قرن شانزده و هفده میلادی داشت. سوارز در دانشگاه سالامانکا به تحصیل حقوق پرداخت و در آنجا به یسوعیین (انجمن عیسی) پیوست و به مطالعه در الهیات مسیحی پرداخت. آثار وی در زمینه‌های حقوق و الهیات بسیار مشهور است. او به همراه دانشمندانی مانند هوگو گروتیوس، بالتازار ایالا و البرییکو جنتیلی از پیشگامان علم حقوق حقوق بین‌المللی شناخته می‌شود.